# Větrné město
Větrné město je deváté studiové album brněnské skupiny Kamelot. Vydáno bylo ve společnosti Monitor EMI v roce 1999, mastering provedlo Studio DISK – Boskovice v červnu téhož roku. Album bylo prezentováno v rámci pořadového cyklu České televize Zpívání na farmě (Bolka Polívky) v režii F. Fatky (1999).

## Obsazení
Autorem všech textů a hudby je Roman Horký. Obsazení skupiny:
- Roman Horký – sólo kytara, sólový zpěv (1, 2, 3, 4, 5, 7, 8, 10, 11)
- Viktor Porkristl – doprovodná kytara, zpěv (6)
- Jaroslav Zoufalý – perkuse, zpěv (9)
- Petr Rotschein – baskytara, zpěv
- Milan Nytra – hammond organ, klavír, jako host
- Jiří Stivín – bicí nástroje, jako host
- Ivo "Spyder" Křížan – sólo kytara, jako host
- Bohouš Navrátil – foukací harmonika, jako host
- Petr Vavřík – basová kytara, jako host
- Vladimír Kovář, Edvard Křivý, Miloslav Vávra, Libor Kučera – smyčcové nástroje, jako hosté

## Skladby
1. Pálava
2. Větrné město
3. Zavolala
4. Zas mám plnej stůl
5. Věrozvěst
6. Co s tím
7. Ples na zámku Liebenhof
8. Století moskytů
9. Námořník
10. Bezdomovec
11. Pojď tancovat